# Ma meilleure ennemie (chanson)
Pour les articles homonymes, voir Ma meilleure ennemie.
Ma meilleure ennemie est une chanson de l'auteur-compositeur-interprète belge Stromae et de l’auteure-compositrice-interprète française Pomme. Elle est sortie le 23 novembre 2024 dans le cadre de la bande originale de la deuxième saison de la série animée Arcane (2024). La chanson a été écrite par les artistes aux côtés d'Alexander Seaver, ainsi que du frère et collaborateur de longue date de Stromae, Luc Van Haver.

## Historique
Le 23 novembre 2024, Stromae a annoncé sur les réseaux sociaux sa collaboration avec Pomme, affirmant qu'ils avaient « concocté une chanson spéciale » pour la dernière saison de la série Arcane, qui est sortie sur Netflix le même jour. La chanson marque le retour du chanteur après une absence de la scène musicale de deux ans et l'annulation de sa tournée Multitude Tour début 2023 pour des raisons de santé.
Le 20 mars 2025, le clip de la chanson, réalisé par le studio d'animation Fortiche, est mis en ligne sur la chaîne Youtube officielle du jeu League of Legends.  
Le 4 avril 2025, une nouvelle version de la chanson sort en featuring avec Coldplay. Cette version est mise en ligne sur la chaîne Youtube officielle de Riot Games Music et dure 1 minute de plus que l'originale. 

## Accueil

### Accueil commercial
Ma meilleure ennemie est diffusée lors du septième épisode de la seconde saison d'Arcane et accompagne une scène clé qui voit les personnages Ekko et Powder danser. La chanson a battu le record devenant chanson française génerant le plus d'écoutes sur Spotify dans les 24h suivant sa sortie.
Selon le site internet Mediatraffic, la chanson fait un passage rapide dans le classement mondial à la fin de l'année. Même s'il semblerait que ce soit la première chanson en français à monter aussi haut dans le classement[réf. nécessaire]. Elle entre dans le Top mondial à la 21e place avec 145 000 unités (ventes et équivalents-ventes). Au cours de sa deuxième semaine, le titre atteint la 9e position pour 197 000 unités. La semaine suivante, il descend à la 29e place avec 126 000 unités. Pour sa quatrième semaine, la chanson descend à la 35e place avec 105 000 unités. Ainsi, selon Mediatraffic, le titre a vendu plus de 573 000 unités à travers le monde en 2024.

## Certification
| Région                                                                                                 | Certification | Ventes/Streams |
| --- | ------------- | -------------- |
| Belgique (BEA)                                                                                         | Platine       | 30 000*        |
| France (SNEP)                                                                                          | Diamant       | 400 000*       |
| *Ventes selon la certification ^Mise en rayon selon la certification xNon précisé par la certification |               |                |